# Le Sel-de-Bretagne
Le Sel-de-Bretagne, auf Bretonisch Ar Sal, ist eine französische Gemeinde im Département Ille-et-Vilaine in der Region Bretagne. Sie gehört zum Arrondissement Redon  und zum Kanton Bain-de-Bretagne. Die Bewohner nennen sich Sellois.

## Geografie
Die Gemeinde Le Sai-de-Bretagne liegt 27 Kilometer südlich von Rennes. Sie grenzt im Norden an Le Petit-Fougeray, im Osten an Saulnières und Tresbœuf, im Süden an La Bosse-de-Bretagne und im Westen an Pancé.

## Bevölkerungsentwicklung
| Jahr                       | 1962 | 1968 | 1975 | 1982 | 1990 | 1999 | 2010 | 2020 |
| Einwohner                  | 445  | 456  | 404  | 451  | 501  | 514  | 915  | 1110 |
| Quellen: Cassini und INSEE |      |      |      |      |      |      |      |      |

## Sehenswürdigkeiten
- Kirche Saint-Martin
- Kapelle de la Briantais
- Menhire Champ de la Pierre und Champ Horel
- Kriegerdenkmal

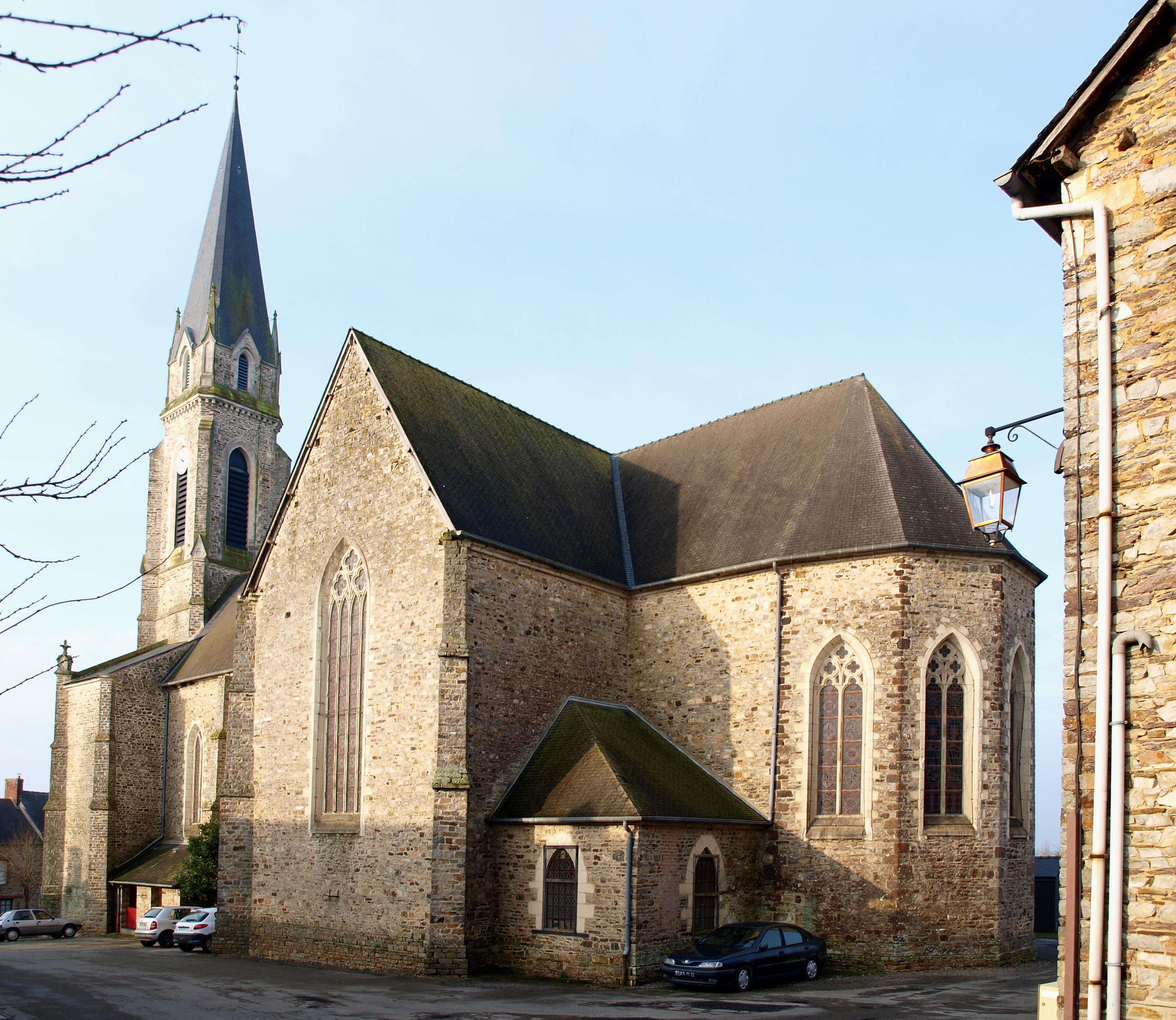
Kirche Saint-Martin
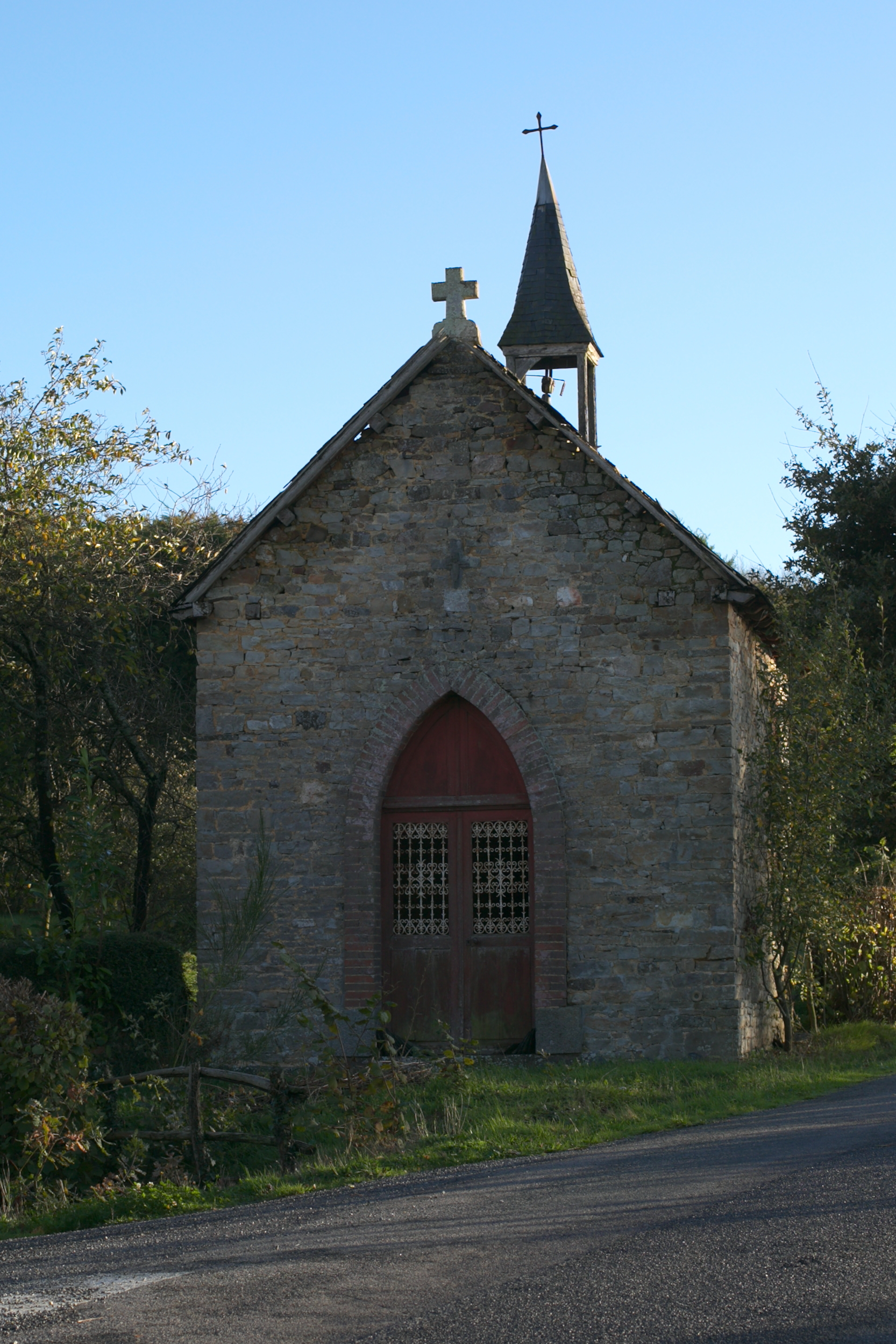
Chapelle de la Briantais
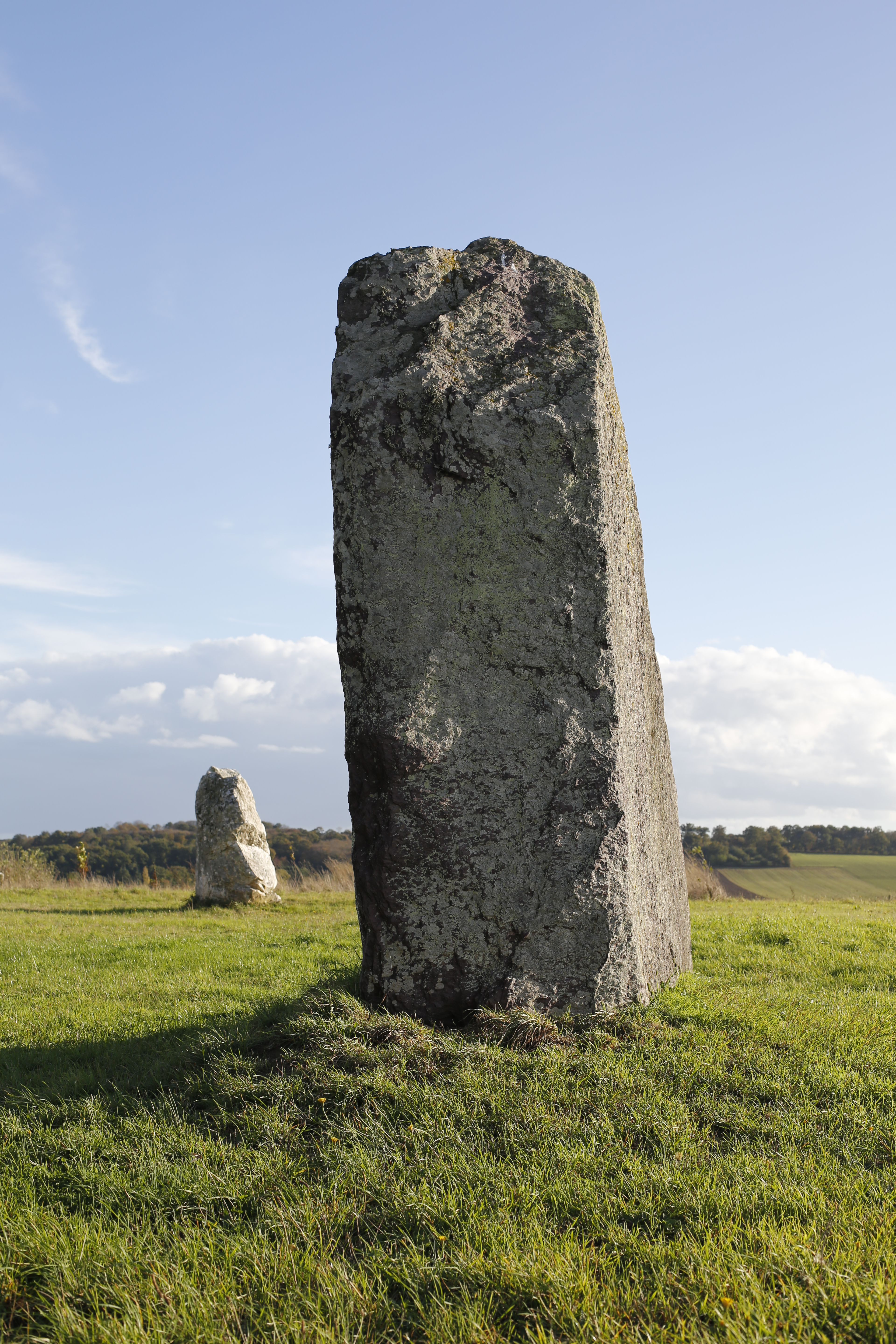
Menhire du Champ de la Pierre und Champ Horel
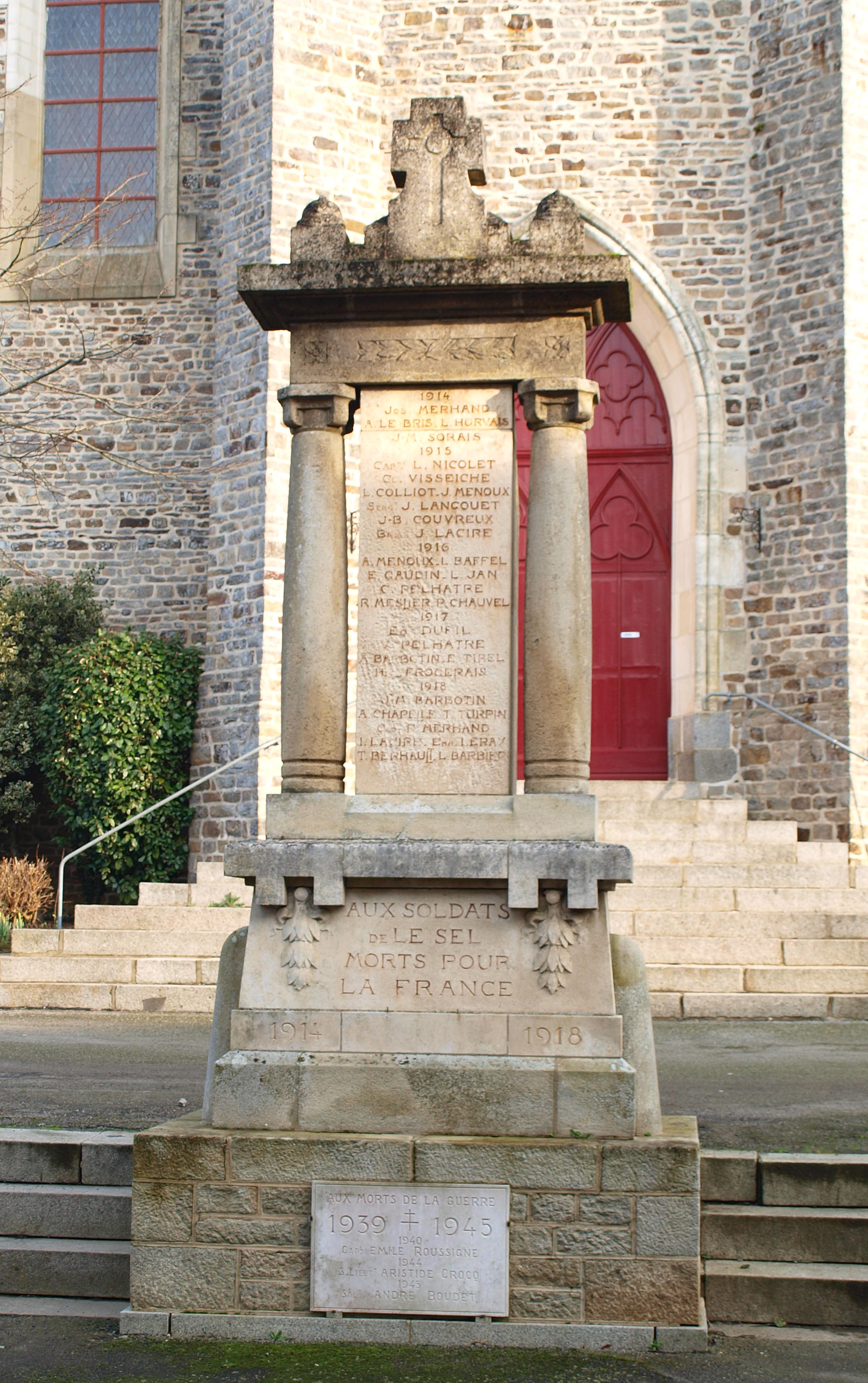
Kriegerdenkmal
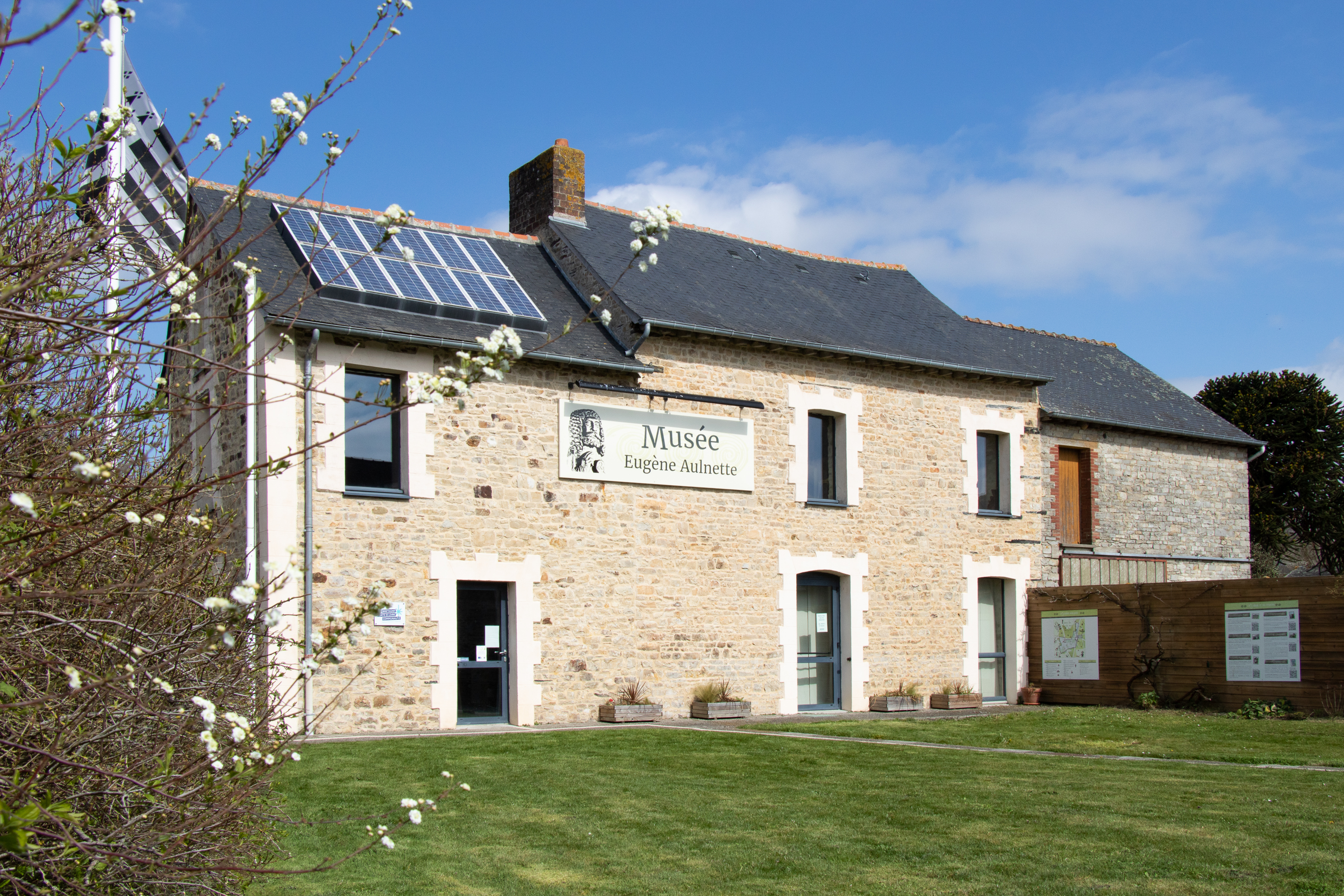
Dem Bildhauer Eugene Aulnette gewidmetes Museum